# Championnat du monde féminin de hockey sur glace 2005
Navigation
Championnat du monde 2004 Championnat du monde 2007
Le Championnat du monde féminin de hockey sur glace 2005 est une compétition internationale de hockey sur glace ayant eu lieu du 2 au 9 avril 2005 à Norrköping et Linköping en Suède.

## Résultats

### Groupe A
|            | PJ | V | D | N | BP | BC | Pts |
| ---------- | -- | - | - | - | -- | -- | --- |
| Canada     | 3  | 3 | 0 | 0 | 35 | 0  | 6   |
| Suède      | 3  | 2 | 1 | 0 | 8  | 12 | 4   |
| Russie     | 3  | 0 | 2 | 1 | 3  | 17 | 1   |
| Kazakhstan | 3  | 0 | 2 | 1 | 3  | 20 | 1   |

Résultats :
- 2 avril :   Suède 3 - 1  Russie
- 3 avril :   Canada 13 - 0 Kazakhstan
- 4 avril :   Russie 0 - 12 Canada
- 4 avril :       Suède 5 - 1  Kazakhstan
- 6 avril :   Kazakhstan 2 - 2  Russie
- 6 avril :       Canada 10 - 0 Suède

### Groupe B
|            | PJ | V | D | N | BP | BC | Pts |
| ---------- | -- | - | - | - | -- | -- | --- |
| États-Unis | 3  | 3 | 0 | 0 | 23 | 3  | 6   |
| Finlande   | 3  | 2 | 1 | 0 | 11 | 10 | 4   |
| Chine      | 3  | 0 | 2 | 1 | 6  | 16 | 1   |
| Allemagne  | 3  | 0 | 2 | 1 | 4  | 15 | 1   |

Résultats :
- 3 avril :   États-Unis 8 - 2 Chine
- 3 avril :       Finlande 5 - 1 Allemagne
- 5 avril :   Allemagne 0 - 7 États-Unis
- 5 avril :       Finlande 5 - 1 Chine
- 6 avril :   Chine 3 - 3 Allemagne
- 6 avril :       États-Unis 8 - 1 Finlande

### Tour d'élimination

#### Semi-Finales
8 avril
- Canada 3 - 0 Finlande
- États-Unis 4 - 1 Suède

#### Médaille de Bronze
9 avril
- Finlande 2 - 5 Suède

#### Médaille d'Or
9 avril
- Canada 0 - 1  États-Unis  (Fusillade)

#### Matchs de Relégation
8 avril:
- Chine 3 - 0  Kazakhstan
- Russie 1 - 2  Allemagne

9 avril
- Kazakhstan 2 - 1 Russie  (pour le 7e rang) (Fusillade)
- Chine 0 - 3 Allemagne  (pour le 5e rang)

La Russie est reléguée en Division I pour le championnat du monde 2007.

### Meilleures pointeuses
|                             | PJ | B | A | Pts | MP |
| --------------------------- | -- | - | - | --- | -- |
| Krissy Wendell, États-Unis  | 5  | 4 | 5 | 9   | 0  |
| Jayna Hefford, Canada       | 5  | 6 | 2 | 8   | 0  |
| Hayley Wickenheiser, Canada | 5  | 5 | 3 | 8   | 6  |
| Sarah Vaillancourt, Canada  | 5  | 3 | 5 | 8   | 2  |
| Caroline Ouellette, Canada  | 5  | 2 | 6 | 8   | 0  |
| Kelly Stephens, États-Unis  | 5  | 3 | 4 | 7   | 16 |
| Jennifer Botterill, Canada  | 5  | 1 | 6 | 7   | 4  |
| Gillian Apps, Canada        | 5  | 4 | 2 | 6   | 8  |
| Satu Hoikkala, Finlande     | 5  | 3 | 3 | 6   | 6  |
| Angela Ruggiero, États-Unis | 5  | 3 | 3 | 6   | 10 |

### Meilleures gardiennes
|                                   | Mins | GA | GAA  | Sv%   |
| --------------------------------- | ---- | -- | ---- | ----- |
| Charline Labonté, Canada          | 120  | 0  | 0,00 | 1,000 |
| Jennifer Harss, Allemagne         | 1    | 0  | 0,00 | 0,000 |
| Kim St-Pierre, Canada             | 200  | 1  | 0,30 | 0,985 |
| Chanda Gunn, États-Unis           | 230  | 2  | 0,52 | 0,968 |
| Megan van Beusekom, États-Unis    | 90   | 2  | 1,33 | 0,895 |
| Steffi Wartosch-Kurten, Allemagne | 266  | 10 | 2,26 | 0,926 |
| Maria Onolbaeva, Russie           | 282  | 13 | 2,77 | 0,887 |
| Annakaisa Piiroinen, Finlande     | 270  | 13 | 2,89 | 0,900 |
| Cecilia Andersson, Suède          | 91   | 5  | 3,31 | 0,800 |
| Kim Martin, Suède                 | 209  | 13 | 3,73 | 0,873 |

## Division I
Le tournoi de la Division I a eu lieu le 27 mars-2 avril 2005 à Romanshorn, Suisse.
|          | GP | W | L | T | GF | GA | Pts |
| -------- | -- | - | - | - | -- | -- | --- |
| Suisse   | 5  | 5 | 0 | 0 | 29 | 7  | 10  |
| Japon    | 5  | 4 | 1 | 0 | 18 | 8  | 8   |
| Tchéquie | 5  | 2 | 2 | 1 | 13 | 9  | 5   |
| France   | 5  | 2 | 2 | 1 | 18 | 19 | 5   |
| Danemark | 5  | 1 | 4 | 0 | 15 | 31 | 2   |
| Lettonie | 5  | 0 | 5 | 0 | 12 | 31 | 0   |

La Suisse est promue en Division élite pour le championnat du monde 2007, la Lettonie est rétrogradée en Division II.

## Division II
Le Championnat de la 2e Division II a lieu du 13-20 mars, 2005 à Asiago, Italie.
|               | PJ | V | D | N | BP | BC | Pts |
| ------------- | -- | - | - | - | -- | -- | --- |
| Norvège       | 5  | 4 | 1 | 0 | 21 | 6  | 8   |
| Italie        | 5  | 4 | 1 | 0 | 21 | 7  | 8   |
| Slovaquie     | 5  | 4 | 1 | 0 | 16 | 8  | 8   |
| Corée du Nord | 5  | 2 | 3 | 0 | 12 | 15 | 4   |
| Autriche      | 5  | 1 | 4 | 0 | 10 | 24 | 2   |
| Pays-Bas      | 5  | 0 | 5 | 0 | 6  | 26 | 0   |

La Norvège est promue en Division I et les Pays-Bas sont rétrogradés en Division III.

## Division III
Le Championnat de Division III a eu lieu le 3-9 mars à Le Cap, Afrique du Sud.
|                 | PJ | V | D | N | BP | BC | Pts |
| --------------- | -- | - | - | - | -- | -- | --- |
| Slovénie        | 5  | 5 | 0 | 0 | 41 | 8  | 10  |
| Grande-Bretagne | 5  | 4 | 1 | 0 | 42 | 6  | 8   |
| Belgique        | 5  | 2 | 2 | 1 | 7  | 20 | 5   |
| Hongrie         | 5  | 2 | 3 | 0 | 16 | 14 | 4   |
| Australie       | 5  | 1 | 3 | 1 | 15 | 18 | 3   |
| Afrique du Sud  | 5  | 0 | 5 | 0 | 6  | 61 | 0   |

La Slovénie est élevée à la Division II; L'Afrique du Sud est retranchée à la Division IV.

## Division IV
Le Championnat de Division IV a eu lieu du 1er au 4 avril à Dunedin, Nouvelle-Zélande.
|                  | PJ | V | D | N | BP | BC | Pts |
| ---------------- | -- | - | - | - | -- | -- | --- |
| Corée du Sud     | 3  | 3 | 0 | 0 | 15 | 5  | 6   |
| Nouvelle-Zélande | 3  | 1 | 1 | 1 | 9  | 9  | 3   |
| Hongrie          | 3  | 1 | 2 | 0 | 3  | 5  | 2   |
| Islande          | 3  | 0 | 2 | 1 | 6  | 14 | 1   |

La Corée du Sud est promue en Division III.